# Giovanni Gualberto Magli
Giovanni Gualberto Magli (antes de 1607, Florencia-8 de enero de 1625, ibídem) fue un castrato italiano que tuvo una activa carrera como cantante durante el primer cuarto del siglo XVII. 

## Biografía
Nacido en Florencia, estudió canto con Giulio Caccini antes de convertirse en músico de la casa de los Médici el 23 de agosto de 1604. Participó en el estreno mundial de La fábula de Orfeo de Claudio Monteverdi en 1607 en la corte del príncipe Francisco Gonzaga, duque de Mantua, interpretando los papeles de la Música y Proserpina y posiblemente alguna otra parte. El musicólogo e historiador Hans Redlich asigna erróneamente a Magli el papel de Orfeo. En 1608 cantó para las festividades nupciales de Cosme II de Médici, Gran Duque de Toscana, y la archiduquesa María Magdalena de Austria. En octubre de 1611, Antonio de Médici le concedió dos años de vacaciones pagadas para continuar sus estudios en Nápoles. Dejó el servicio de los Médici en 1615 para unirse a los músicos en la corte de Juan Segismundo, elector de Brandeburgo. Permaneció allí hasta septiembre de 1622. Fue enterrado en Florencia el 8 de enero de 1625.